# Rieserferner Gruppe
Rieserferner Gruppe är en bergskedja i Österrike. Den ligger i den sydvästra delen av landet, 400 km väster om huvudstaden Wien.
Rieserferner Gruppe sträcker sig 18,6 km i sydvästlig-nordostlig riktning. Den högsta toppen är Collalto, 3 436 meter över havet.
Topografiskt ingår följande toppar i Rieserferner Gruppe:
- Almerhorn
- Almerhorn
- Am Hengst
- Collalto
- Dreleggspitze
- Fennereck
- Fleischbachspitze
- Graunock
- La Mulle
- Lenkstein
- Muklaspitze
- Rosshorn

Trakten runt Rieserferner Gruppe består i huvudsak av gräsmarker. Runt Rieserferner Gruppe är det ganska glesbefolkat, med 22 invånare per kvadratkilometer.